# Urgleptes sordidus
Urgleptes sordidus là một loài bọ cánh cứng trong họ Cerambycidae.